# Tour international de Constantine
Le Tour international de Constantine, est une course cycliste sur route masculine algérienne. Créé en 2014, il est disputé après le Tour international de Sétif. Cette course fait partie depuis sa création de l'UCI Africa Tour, en catégorie 2.2.

## Palmarès
| Année | Vainqueur              | Deuxième            | Troisième             |
| ----- | ---------------------- | ------------------- | --------------------- |
| 2014  | Sergey Belykh          | Thomas Lebas        | Miyataka Shimizu      |
| 2015  | Amanuel Gebrezgabihier | Abdelmalek Madani   | Abderrahmane Mansouri |
| 2016  | Tomas Vaitkus          | Jesús Alberto Rubio | Essaïd Abelouache     |